# Arsenio Lope Huerta
Arsenio Lope Huerta, né le 15 novembre 1943 à Alcalá de Henares et mort le 2 janvier 2021 dans cette même ville est un écrivain, avocat, économiste et homme politique espagnol,.

## Biographie

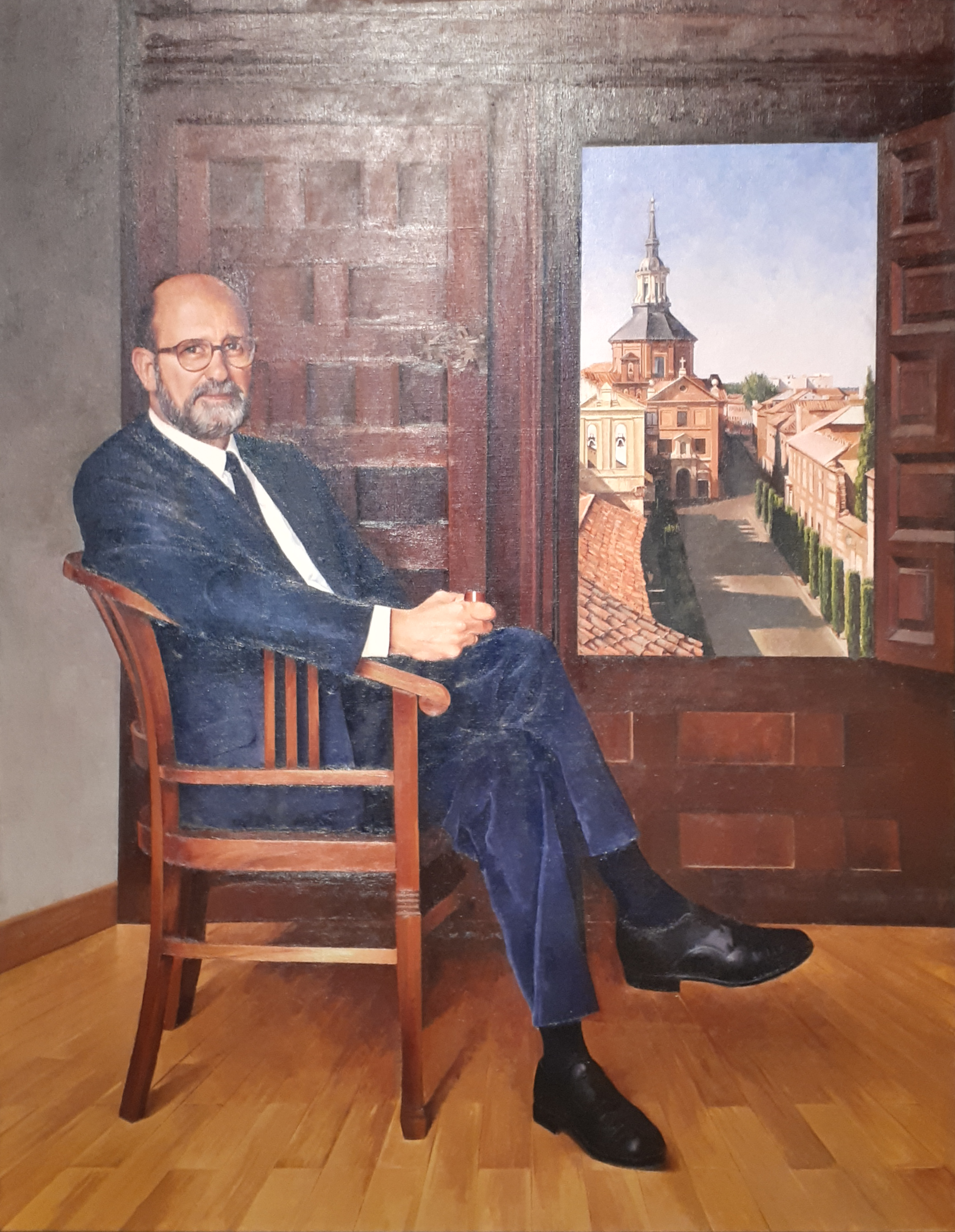
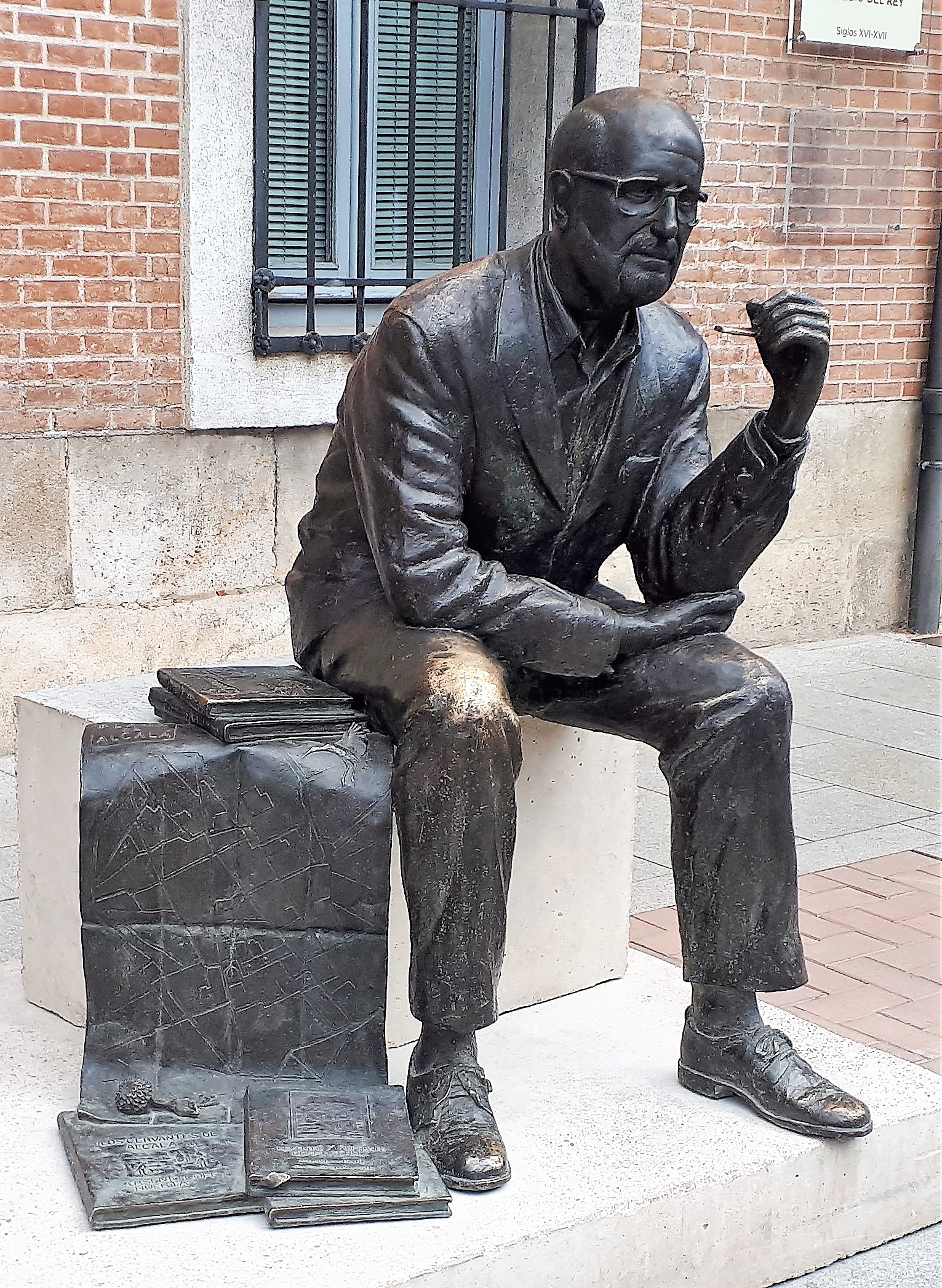

## Source
- (es) Cet article est partiellement ou en totalité issu de l’article de Wikipédia en espagnol intitulé « Arsenio Lope Huerta » (voir la liste des auteurs).